# Svirepy (1941)
El destructor Svirepy (en ruso: Свирепый, lit. 'Feroz') fue uno de los dieciocho destructores de la clase Storozhevoy (conocidos oficialmente como Proyecto 7U) construidos para la Armada Soviética a finales de la década de 1930. Aunque comenzó la construcción como un destructor de la clase Gnevny, el Svirepy se completó en 1941 con el diseño modificado del Proyecto 7U.
Debido al comienzo de la Operación Barbarroja en junio, se tuvo que interrumpir sus pruebas de mar, el Svirepy fue asignado a la Flota del Báltico y luchó en la campaña del Golfo de Riga y la defensa de Tallin (Estonia), donde proporcionó apoyo de fuego naval a las tropas soviéticas que defendían la ciudad. Posteriormente participó en la evacuación de Tallin donde solo sufrió daños ligeros, proporcionó apoyo de fuego durante el Sitio de Leningrado, aunque vio poca actividad después de las reparaciones a loa que se sometió a principios de 1942. Después de la guerra, el destructor continuó sirviendo con la Flota del Báltico, pasando gran parte del finales de la década de 1940 y principios de la de 1950 en reparación antes de ser desguazado a finales de la década de 1950.

## Diseño y descripción
Construido originalmente como un buque de Clase Gnevny, el Svirepy y sus buques gemelos se completaron con el diseño modificado del Proyecto 7U después de que Iósif Stalin, Secretario General del Partido Comunista de la Unión Soviética, ordenara que estos últimos se construyeran con las calderas dispuestas en escalón, en lugar de estar enlazadas como en los destructores de la clase Gnevny, de modo que el barco aún pudiera moverse con una o dos calderas inoperativas.
Al igual que los destructores de la Clase Gnevny, los destructores del Proyecto 7U tenían una eslora de 112,5 metros y una manga de 10,2 metros, pero tenían un calado reducido de 3,98 metros a plena carga. Los barcos tenían un ligero sobrepeso, desplazando 1727 toneladas con carga estándar y 2279 toneladas a plena carga. 
La tripulación de la clase Storozhevoy ascendía a 207 marineros y oficiales en tiempo de paz, pero podía aumentar hasta los 271 en tiempo de guerra, ya que se necesitaba más personal para operar el equipo adicional. Cada buque tenía un par de turbinas de vapor con engranajes, cada una impulsando una hélice, diseñada para producir 54.000 C.V en el eje utilizando vapor de cuatro calderas de tubos de agua, que los diseñadores esperaban superaría los 37 nudos (69 km/h) de velocidad de los Project 7 porque había vapor adicional disponible. El propio Skory solo alcanzó los 36,8 nudos (68,2 km/h) durante sus pruebas de mar en 1943. Las variaciones en la capacidad de fueloil significaron que el alcance de los destructores de la clase Storozhevoy varió de 1380 a 2700 millas náuticas (2560 a 5000 km) a 19 nudos (35 km/h).
Los buques de la clase Storozhevoy montaban cuatro cañones B-13 de 130 milímetros en dos pares de monturas individuales superfuego a proa y popa de la superestructura. La defensa antiaérea corría a cargo de un par de cañones 34-K AA de 76,2 milímetros en monturas individuales y tres cañones AA 21 K de 45 milímetros, así como cuatro ametralladoras simples DK o DShK AA de 12,7 milímetros. Llevaban seis tubos lanzatorpedos de 533 mm en dos montajes triples giratorios en medio del barco. Los buques también podían transportar un máximo de 58 a 96 minas y 30 cargas de profundidad. Estaban equipados con un juego de hidrófonos Marte para la guerra antisubmarina, aunque estos eran inútiles a velocidades superiores a tres nudos (5,6 km/h).

### Modificaciones
En 1943, al Svirepy se le sustituyó uno de sus cañones antiaéreos 21-K y ametralladora por una montura 34-K adicional, un par de cañones 70-K AA de 37 milímetros (1,5 pulgadas) en monturas individuales y dos monturas de cañones gemelos suministradas por la Ley de Préstamo y Arriendo, ametralladoras Colt-Browning de 12,7 mm refrigeradas por agua. Al final de la guerra, había recibido un sistema ASDIC británico y un radar de alerta temprana de tipo desconocido. Después de la guerra, todos sus cañones AA fueron reemplazados por ocho versiones V-11M refrigeradas por agua del cañón 70-K en montajes gemelos.

## Historial de combate
El Svirepy se inició su construcción en el astillero n.º 190 (Zhdanov) en Leningrado el 29 de noviembre de 1936 como un destructor de la clase Gnevny. El 30 de diciembre de 1938, fue reconstruido como un destructor del Proyecto 7U y botado el 29 de agosto de 1939. Después de que, el 22 de junio de 1941, comenzara la Operación Barbarroja, la invasión alemana de la Unión Soviética, el Svirepy fue rápidamente aceptado por la Armada Soviética ese mismo día después de realizar unas pruebas de mar muy reducidas. Sin embargo, no fue asignado oficialmente a la 4.ª División de Destructores de la Flota del Báltico hasta el 18 de julio. Aunque el buque participó en combate antes. Entre el 1 y el 2 de julio, el Svirepy escoltó al acorazado Oktyabrskaya Revolutsiya desde Tallin a Kronstadt junto con sus buques gemelos los destructores Smely y Strashny.
Del 13 al 19 de julio, de nuevo junto con los destructores Smely y Strashny, operó en la zona del archipiélago Moonsund y el golfo de Riga, combatiendo contra los repetidos ataques aéreos alemanes. Las explosiones cercanas de varias bombas, el 16 de julio, inundaron varios compartimentos y doblaron el eje de la hélice izquierdo, mientras que las astillas mataron a dos e hirieron a ocho miembros de la tripulación. Durante las operaciones de Moonsund, disparó más de 360 proyectiles de 76 mm y una cantidad similar de proyectiles de 45 mm, así como más de 800 proyectiles de 12,7 mm, además de 22 proyectiles de buceo de 130 mm contra un submarino el 14 de julio y proyectiles de alto explosivo disparados en apoyo de un desembarco anfibio el 18 de julio en Virtsu. Al regresar a Tallin el 20 de julio, fue atacado por barcos S alemanes en Moonsund, pero los obligó a retirarse detrás de una cortina de humo disparando catorce proyectiles de 130 mm. Después de atracar en Tallin, el Svirepy apoyó a las tropas terrestres en la defensa de la base, utilizando 328 proyectiles de su armamento principal en veinticinco bombardeos.
El destructor escapó relativamente ileso durante la evacuación de Tallin del 23 al 28 de agosto, su dirección quedó temporalmente fuera de servicio debido a la explosión cercana de una bomba. El Svirepy remolcó el destructor Gordy dañado a Kronstadt durante dos día, utilizando 529 proyectiles de 76 mm y 627 de 45 mm, además de 2.822 proyectiles de 12,7 mm, contra aviones alemanes. Fondeó en la rada de Kronstadt a las 23:00 horas del 29 de agosto. El destructor se trasladó al puerto comercial de Leningrado el 4 de septiembre y gastó 127 proyectiles de 130 mm entre el 21 y el 23 de septiembre, periodo en el que estuvo bajo ataque aéreo en múltiples ocasiones. El 1 de octubre, el Svirepy fue alcanzado por un proyectil en su superestructura de popa que inutilizó un cañón de 76 mm y un tubo de torpedo, además de destruir los compartimentos de atraque, hiriendo a uno y matando a cinco tripulantes. Las reparaciones fueron pospuestas y el destructor regresó al servicio de apoyo de fuego el 4 de octubre, utilizando 377 proyectiles de su armamento principal en 51 bombardeos durante el mes y medio siguiente.
El Svirepy hizo tres viajes a Gogland entre el 23 de noviembre y el 6 de diciembre, cubriendo los intentos de salvar el destrozado transporte Iosif Stalin. Fue atacado por la artillería costera finlandesa dos veces, pero escapó ileso. El 12 de diciembre fue reubicado en Leningrado, donde se le sometió a una serie de reparaciones en el Astillero No. 189 el día de Año Nuevo de 1942. El barco había disparado un total de 1.073 proyectiles de su armamento principal durante 1941. Durante el resto de la guerra, el Svirepy vio poca acción. Entre 1942 y 1943 permaneció en Leningrado, participando únicamente en la defensa contra los ataques aéreos. En estos dos años, sus cañones de 130 mm llevaron a cabo trece disparos, todos de entrenamiento excepto un bombardeo en febrero de 1943 en apoyo de la batalla de Krasni Bor durante el cual utilizó 120 proyectiles. El barco recibió daños menores por las explosiones cercanas de tres bombas aéreas el 4 de abril de 1942. Del 14 al 19 de enero de 1944, el destructor realizó su último bombardeo durante la ofensiva de Krasnoye Selo-Ropsha, donde disparó 415 proyectiles de 130 mm.

## Posguerra
Después de la guerra el Svirepy pasó a formar parte de la Cuarta Flota cuando la Flota del Báltico se dividió entre el 25 de febrero de 1946 y el 4 de enero de 1956. Fue reacondicionado y modernizado en Neptun Werft en Rostock del 10 de julio de 1947 al 2 de enero de 1951 o el 6 de julio de 1955 (las fuentes difieren en la fecha de finalización exacta). Su tripulación se disolvió el 28 de enero de 1958 antes de ser eliminada de la Lista de la Marina el 3 de abril de ese año antes de ser desguazado.